# Pliobothrus symmetricus
Pliobothrus symmetricus is een hydroïdpoliep uit de familie Stylasteridae. De poliep komt uit het geslacht Pliobothrus. Pliobothrus symmetricus werd in 1868 voor het eerst wetenschappelijk beschreven door Pourtalès. 